# Berimbau
Berimbau er populært sagt en "flitsbue guitar" med kun en streng men to-tre-fire toner. Instrumentet ligner meget en flitsbue, hvor snoren er spændt ind til pinden, hvorved opstår to ulige lange snore der ved anslag med en tynd pind synger i en tone. Instrumentet er især kendt i Brasilien, men har højst sandsynligt sin rod i Afrika, hvor det bl.a. er kendt under navnet Ndono.

## Udformning
Berimbauen er lavet af en buet gren, traditionelt fra biriba-træet. Som streng bruges et stykke ståltråd – ofte er denne tråd hevet ud af bildæk. 
Instrumentet spilles ved at en pind slår strengen an. Tonehøjden ændres med en sten eller en mønt som holdes i samme hånd som holder instrumentet.
De brasilianske ord for Berimbauens dele er
- Verga: Træbuen som udgør selve instrumentkroppen.
- Arame: Strengen.
- Cabaça: Udhulet tøret kalabas, som udgør resonanskrop.
- Dobrão: Lille sten eller mønt som presses mod strengen for at ændre tonehøjden.
- Baqueta: Pind som slåes mod strengen for at skabe lyden.
- Caxixí: Rasle som kan holdes i samme hånd som Baqueta, for at skabe rytme.

## Berimbau og Capoeira
Berimbau bruges i forbindelse med Capoeira. Instrumentets rolle er primært rytmisk. Tempoet for de udøvende Capoiera-kæmpere styres af rytmen fra berimbauen.
Op til tre Berimbauer spiller normalt til capoiera-udøvelse: 
- Gunga spiller basrytmen. Denne varierer sjældent fra en fast rytme, og det kan derfor være en svær opgave at spille gunga til capoiera. Personen der spiller gunga er ofte også den som synger, på grund af den simple rytme, og at han holder rytmen.
- Médio udvidder klangen fra gungaen. Denne spiller variationer over sit tema, og kan også spille længere temaer end Gungaen.
- Viola (eller violinha) spiller næsten udelukkende variationer og improvisationer over det tema de to andre spiller. Viola-spilleren vil ofte lave synkoper og breaks for at tilføje musikken accenter.